# 구로코

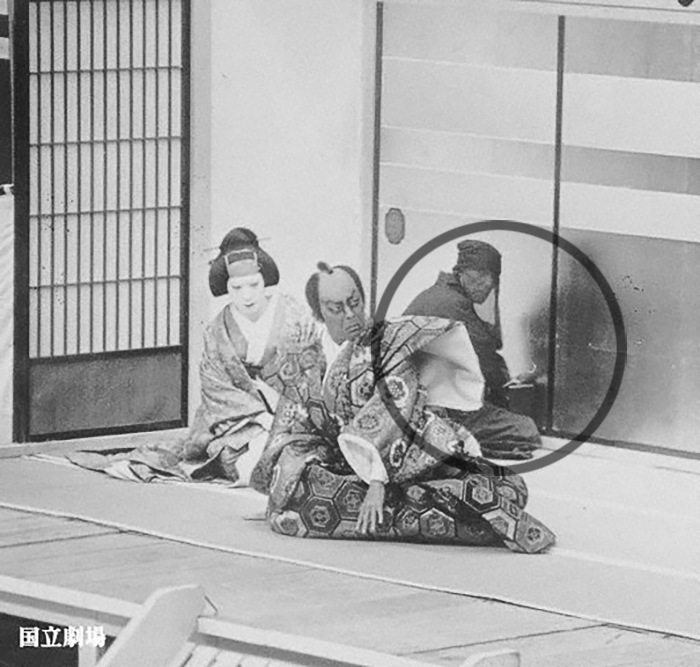
무대 뒤의 구로코

구로코(일본어: 黒子)는 가부키나 분라쿠에서 검은 복장에 검은 두건을 착용한 배우의 들러리나 무대 장치를 조작하는 자이다. 구로코는 오용 관용화한 것으로, 정확하게는 구로고(일본어: 黒衣)가 맞다.